# John Bolton
John Bolton (23 de maio de 1951) é um ilustrador de histórias em quadrinhos britânico. Destacando-se por seu trabalho com arte pintada, ilustrou diversas obras, como  Marada e Dragão Negro (ambos em parceria com o roteirista Chris Claremont), Livros da Magia (Neil Gaiman), Sandman Presents: The Furies e God Save The Queen (Mike Carey).